# Walt Michaels
(en) Statistiques sur pro-football-reference
Walter Edward Michaels (né le 16 octobre 1929 à Swoyersville et mort le 10 juillet 2019 à Plains) est un joueur et entraîneur américain de football américain.

## Biographie

### Enfance
Septième des huit enfants de parents d'origine polonaise et avec un père officiant comme mineur dans une mine de charbon, Michaels passe son enfance à Smoyersville,. Son père lui donne ses premiers conseils comme joueur de football américain et Walt Michaels entre ensuite à l'université Washington and Lee après des études à la Swoyersville High School.

### Carrière

#### Joueur
De 1947 à 1950, il évolue avec l'équipe de football américain des Generals de Washington and Lee. Michaels se montre aux postes de linebacker, de fullback et d'offensive guard et sort diplômé en psychologie et en éducation. Le pennsylvanien est sélectionné au septième tour de la draft 1951 de la NFL par les Browns de Cleveland au quatre-vingt-sixième choix. Cependant, en août 1951, il est échangé aux Packers de Green Bay contre Dan Orlich et réalise sa saison de rookie comme titulaire avec douze matchs joués.
Michaels retourne chez les Browns la saison suivante avec un nouvel échange, Cleveland donnant Chubby Grigg, Dick Logan et Elmer « Zeke » Costa à Green Bay. En dix ans de carrière avec les Browns, le linebacker ne manque que deux matchs et s'installe comme l'un des pilliers de la franchise lors de la décennie 1950, remportant deux championnats NFL en 1954 et 1955. Après l'année 1961, il prend sa retraite et prend en main la ligne défensive des Raiders d'Oakland avant de s'engager chez les Jets de New York pour s'occuper des defensive backs. Lors de l'ouverture de la saison 1963 contre les Patriots de Boston, il sort de sa retraite et joue son premier match depuis plusieurs semaines pour parer à de nombreuses blessures dans la défense.

#### Entraîneur
Avec les Jets, Michaels entraîne plusieurs grands noms de New York comme Gerry Philbin, John Elliott, Verlon Biggs, Al Atkinson, Larry Grantham ou encore Ralph Baker et il remporte le Super Bowl III comme responsable des defensive backs et des linebackers. Il fait un passage de quatre ans aux Eagles de Philadelphie, toujours auprès des linebackers, avant de devenir coordinateur défensif puis entraîneur principal des Jets.
Walt Michaels réalise six saisons comme entraîneur numéro un de la franchise new-yorkaise et remporte le trophée de coach de l'année en NFL pour la saison 1978 auprès de plusieurs médias. En 1981, son équipe se montre en réalisant un score de soixante-six sacks réalisés sur la saison. Michaels se dirige ensuite vers l'United States Football League et les Generals du New Jersey pendant deux saisons avant de faire une pause et de revenir dans la petite équipe des Stallions de Scranton/Wilkes-Barre.